# Fainjektálás
A fainjektálás olyan növényvédelmi eljárás, aminek során a hatóanyagot a kezelendő fa törzsébe juttatják, így a növény saját nedvkeringése szállítja el azt minden további növényi részbe. Leggyakrabban a permetezés alternatívájaként alkalmazzák.
Félrevezető módon faoltásnak, egyik angol megfelelője (endotherapy, trunk injection, tree injection) alapján pedig endoterápiának is nevezik.

## Megvalósítás
A megvalósítás mindig az alábbi három lépésből áll:
1. Lyuk kiképzése 
  - Fúrással
  - Szúrással
2. Hatóanyag bejuttatása
  - Gravitációsan
  - Túlnyomással
3. Lyuk lezárása
  - Többfunkciós műanyag tiplivel
  - Fa stifttel
  - Megfelelően kis lyuk esetén előfordul, hogy le sem zárják

## Összevetés

### Injektálás erősségei
| Injektálás: Fa méretétől függetlenül alkalmazható. Nincs elsodródás. Hosszan tartó hatás, akár két éven keresztül. Alkalmazása időjárástól nagyban független. Szinte észrevétlen alkalmazás. Minél magasabb a fa, annál nehezebben megoldható. Egyszerűbb kiszállás, akár tömegközlekedéssel. Mikroelemek bejuttatása nagyobb dózisban lehetséges. | Permetezés: A permetet a szél óhatatlanul elhordja, lehetetlen csak a leveleket kezelni. Évente többször ismételni kell. Esőben, szélben, nagy melegben nem lehet alkalmazni. Nagy(obb) zavarással jár. Nagyobb fáknál teherautó szükséges, turbinás permetezővel. Lombtrágyázás hamarabb eléri a határait. |

### Permetezés erősségei
| Injektálás: Speciálisabb, első kategóriás besorolású hatóanyagok. Fertőzés forrása lehet a lyuk és az eszköz is. Kevesebb tapasztalat. Otthoni alkalmazásra drága felszerelés. Fajtól függően korlátozott felhasználhatóság gyantás, tejnedves fák problémásak. Gyümölcsfáknál tilos alkalmazni, mert a termésbe is beépül a hatóanyag. | Permetezés: Olcsóbb, egyszerűbb (kontakt) hatóanyagok, nagyobb választék. Non-invazív. Bejáratott eljárás. Kis léptékben olcsó géppark (nyomáspermetezők). Fajtól függetlenül elvégezhető hogy hat-e, az más kérdés. Gyümölcsfáknál jól időzített kezeléssel minimalizálható a termés vegyszerterhelése. |